# J. J. Cale
JJ Cale, nome artístico de John Weldon Cale (Tulsa, Oklahoma, 5 de dezembro de 1938 — San Diego, Califórnia, 26 de julho de 2013),  foi um músico estadunidense. É conhecido por ser o autor de duas canções de sucesso na carreira solo de Eric Clapton, "After Midnight" e "Cocaine", e também de hits do grupo Lynyrd Skynyrd como "Call Me The Breeze" e "I Got the Same Old Blues". Foi um dos pioneiros do Tulsa Sound, gênero que mescla blues, rockabilly, música country e jazz.
O apelido JJ Cale (provavelmente uma abreviação de John Johnny Cale) foi dado a ele no início de sua carreira por Elmer Valentine, co-proprietário do Whisky A Go Go, a boate Sunset Strip, para não ser confundido com o Velvet Underground John Cale, provavelmente também sendo uma associação a Go-Go da boate. JJ Cale morreu às 20h00 de uma sexta-feira, no dia 26 de julho de 2013, no Scripps Hospital no balneário La Jolla, em San Diego na Califórnia. Ele sofreu um infarto agudo do miocárdio.

## Discografia

### Singles
- 1958 Shock Hop/Sneaky [45 - como Johnny Cale][3]
- 1960 Troubles, Troubles/Purple Onion [45 - como Johnny Cale Quintet]
- 1961 Ain't That Lovin You Baby/She's My Desire [45 - como Johnny Cale Quintet]

### Álbuns
- 1966 A Trip Down The Sunset Strip (com Leathercoated Minds)
- 1971 Naturally
- 1972 Really
- 1974 Okie
- 1976 Troubadour
- 1979 5
- 1981 Shades
- 1982 Grasshopper
- 1983 8
- 1984 Special Edition (uma compilação de hits de álbuns anteriores)
- 1990 Travel Log
- 1992 Number 10
- 1994 Closer to You
- 1996 Guitar Man
- 1997 Anyway the Wind Blows
- 1998 The Very Best of J.J. Cale
- 2000 Universal Masters Collection
- 2001 Live
- 2004 To Tulsa and Back
- 2006 Collected (com faixa bônus) (lançado somente nos Países Baixos)
- 2006 The Road to Escondido
- 2007 Rewind: The Unreleased Recordings
- 2009 Roll On
- 2019 Stay Around